# Bébé et sa propriétaire
Bébé et sa propriétaire és una pel·lícula muda francesa escrita i dirigida per Louis Feuillade i estrenada el setembre de 1911.
Aquesta pel·lícula forma part de la sèrie Bébé.

## Sinopsi
La mare de Bébé i els altres fills no poden pagar el lloguer i per això la propietària decideix expulsar-los. No obstant això, el nen té una idea: descobreix que la dona té un amant i després fa veure que és capaç de llegir palmells per enganyar-la i fer-los tornar a casa.

## Repartiment
- René Dary : Bébé (com Clément Mary)
- Renée Carl : Madame Labèbe, la mama